# 케플러-452
케플러 452(Kepler-452)는 지구에서 볼 때 백조자리 방향으로 약 1,400 광년 떨어진 곳에 있는 G형 주계열성으로 태양과 거의 비슷하다. 구체적으로 밝기는 20% 높고 질량은 3.7% 크며 반지름은 11% 크다. 표면 중력은 4.32±0.09 cgs이다. 나이는 태양보다 훨씬 많아 약 60억 년은 될 것이다. 따라서 항성진화 이론에 따르면 태양보다 죽음에 보다 가까이 다가간 상태이나 아직 주계열 단계를 벗어나지는 않았다.

## 행성
2015년 7월 23일에 NASA는 케플러 우주 망원경의 관측 자료에 의거하여 지금까지 가장 지구와 비슷하다고 추측되는 외계 행성 케플러-452b의 발견을 공표했다.